# Frank Jurić
Frank Jurić (ur. 28 października 1973 w Melbourne) – australijski piłkarz pochodzenia chorwackiego występujący na pozycji bramkarza. Trener bramkarzy klubu Perth Glory.

## Kariera klubowa
Jurić seniorską karierę rozpoczynał w 1992 roku w klubie Melbourne Croatia. W 1993 roku klub ten zmienił nazwę na Melbourne Knights. W 1994 roku wywalczył z nim wicemistrzostwo NSL, w 1995 mistrzostwo NSL oraz NSL Cup, a w 1996 roku ponownie mistrzostwo NSL. W tym samym roku odszedł do Collingwood Warriors, z którym w 1997 roku zdobył NSL Cup.
W 1997 roku Jurić podpisał kontrakt z niemiecką Fortuną Düsseldorf z 2. Bundesligi. Zadebiutował w niej 31 sierpnia 1997 roku w zremisowanym 2:2 pojedynku ze SpVgg Greuther Fürth. W Fortunie grał przez 2 lata, a w 1999 roku, po spadku Fortuny do Regionalligi, odszedł z klubu.
Został wówczas graczem pierwszoligowego Bayeru 04 Leverkusen. W Bundeslidze zadebiutował 26 lutego 2000 roku w wygranym 3:1 spotkaniu z Herthą Berlin. W tym samym roku, a także w 2002 wywalczył z zespołem wicemistrzostwo Niemiec. W 2002 roku dotarł z nim także do finału Ligi Mistrzów, gdzie Bayer uległ jednak Realowi Madryt. Wystąpił z nim również w finale Pucharu Niemiec (porażka 2:4 z FC Schalke 04). W 2004 roku Jurić zajął z klubem 3. miejsce w Bundeslidze.
W 2004 roku odszedł do Hannoveru 96, także grającego w Bundeslidze. Przez 4 lata w jego barwach rozegrał 1 ligowe spotkanie (zremisowany 2:2 mecz z Borussią Mönchengladbach, rozegrany 6 maja 2006 roku). W 2008 roku wrócił do Australii, gdzie został graczem klubu Perth Glory. W A-League pierwszy mecz zaliczył 17 sierpnia 2008 roku przeciwko Adelaide United (0:1). W 2009 roku zakończył karierę.

## Kariera reprezentacyjna
W reprezentacji Australii Jurić zadebiutował 10 listopada 1995 roku w zremisowanym 0:0 towarzyskim pojedynku z Nową Zelandią. W 1996 roku był uczestnikiem Letnich Igrzysk Olimpijskich, z których Australia odpadła po fazie grupowej. W tym samym roku znalazł się w drużynie na Puchar Narodów Oceanii, który został wygrany właśnie przez Australię.
W 2001 roku został powołany do kadry na Puchar Konfederacji. Nie zagrał na nim jednak w żadnym meczu, a Australia zakończyła turniej na 3. miejscu. W latach 1995–1996 w drużynie narodowej Jurić rozegrał w sumie 2 spotkania.